# 撒答八剌皇后
撒答八剌（?—?），元朝人物。
氏族不详，大蒙古国札牙笃汗也孙铁木儿（元朝皇帝元泰定帝）的皇后（可敦、哈屯，汉译皇后）。元朝的后妃只有两等，汉人称之为皇后与妃子。元世祖以后只有得到策宝的皇后才算正宫皇后。她的地位次于正宫皇后八不罕，《新元史》记载她是元泰定帝姊寿宁公主之女，泰定三年（1326年），纳之宫中，先卒。